# Lisa-Marie Karlseng Utland
Lisa-Marie Karlseng Utland (født 19. september 1992) er en norsk fodboldspiller, der spiller som angriber for Rosenborg BK i Toppserien og Norges kvindefodboldlandshold.

## Internationale mål for landsholdet
| Mål | Dato               | Lokation                                             | Modstander   | Score | Resultat | Turnering                                       |
| --- | ------------------ | ---------------------------------------------------- | ------------ | ----- | -------- | ----------------------------------------------- |
| 1   | 22. januar 2016    | Pinatar Arena Football Center, San Pedro del Pinatar | Rumænien     | 6–0   | 6–0      | Venskabskamp                                    |
| 2   | 19. januar 2017    | Pinatar Arena Football Center, San Pedro del Pinatar | Sverige      | 1–1   | 2–1      | Venskabskamp                                    |
| 3   | 15. september 2017 | Gamla Fredrikstad Stadion, Fredrikstad, Norge        | Nordirland   | 3–0   | 4–1      | VM-kvalifikation 2019                           |
| 4   | 19. september 2017 | Sarpsborg Stadion, Sarpsborg, Norge                  | Slovakiet    | 1–0   | 6–1      | VM-kvalifikation 2019                           |
| 5   | 28. februar 2018   | Estádio Municipal de Albufeira, Albufeira, Portugal  | Australien   | 2–3   | 3–4      | Algarve Cup 2018                                |
| 6   | 8. juni 2018       | Tallaght Stadium, Dublin, Irland                     | Irland       | 1–0   | 2–0      | VM-kvalifikation 2019                           |
| 7   | 8. juni 2018       | Tallaght Stadium, Dublin, Irland                     | Irland       | 2–0   | 2–0      | VM-kvalifikation 2019                           |
| 8   | 31. august 2018    | NTC Senec, Senec , Slovakiet                         | Slovakiet    | 1–0   | 4–0      | VM-kvalifikation 2019                           |
| 9   | 31. august 2018    | NTC Senec, Senec , Slovakiet                         | Slovakiet    | 3–0   | 4–0      | VM-kvalifikation 2019                           |
| 10  | 31. august 2018    | NTC Senec, Senec , Slovakiet                         | Slovakiet    | 4–0   | 4–0      | VM-kvalifikation 2019                           |
| 11  | 17. januar 2019    | La Manga Football Centre A, La Manga, Spanien        | Skotland     | 2–0   | 3–1      | Venskabskamp                                    |
| 12  | 27. februar 2019   | Estádio Algarve, São João da Venda, Portugal         | Danmark      | 2–1   | 2–1      | Algarve Cup 2019                                |
| 13  | 2. juni 2019       | Stade Moulonguet, Amiens, Frankrig                   | Sydafrika    | 2–0   | 7–2      | Venskabskamp                                    |
| 14  | 2. juni 2019       | Stade Moulonguet, Amiens, Frankrig                   | Sydafrika    | 3–0   | 7–2      | Venskabskamp                                    |
| 15  | 9. juni 2019       | Stade Auguste-Delaune, Reims, Frankrig               | Nigeria      | 2–0   | 3–0      | VM i fodbold for kvinder 2019                   |
| 16  | 4. oktober 2019    | Borisov Arena, Barysaw, Hviderusland                 | Hviderusland | 6–1   | 7–1      | Kvalifikation til EM i fodbold for kvinder 2021 |
| 17  | 8. oktober 2019    | Tórsvøllur, Tórshavn, Færøerne                       | Færøerne     | 1–0   | 13–0     | Kvalifikation til EM i fodbold for kvinder 2021 |
| 18  | 8. november 2019   | Viking Stadion, Stavanger, Norge                     | Nordirland   | 1–0   | 6–0      | Kvalifikation til EM i fodbold for kvinder 2021 |
| 19  | 8. november 2019   | Viking Stadion, Stavanger, Norge                     | Nordirland   | 2–0   | 6–0      | Kvalifikation til EM i fodbold for kvinder 2021 |